# Свобода 1784: Друга війна за незалежність
«Свобода 1784: Друга війна за незалежність» (англ. Liberty 1784: The Second War for Independence) — роман в жанрі альтернативної історії, написаний Робертом Конроєм. Він був опублікований 4 березня 2014 року видавництвом Baen Books.

## Сюжет
Точка розходження сталася в 1781 році під час спроби генерала Джорджа Вашингтона захопити британські війська під командуванням генерала Корнуолліса в битві при Йорктауні, що закінчилося катастрофічно для Континентальної армії, оскільки французький флот було знищено в битві при Чесапіку.
Війна за незалежність США незабаром закінчується поразкою, британці відновлюють контроль над своїми колоніями та починають новий кривавий терор. Вашингтона привозять до Лондона і страчують за державну зраду.
Група повстанців тікає на захід і засновує колонію в малонаселеній Північно-Західній території поблизу сучасного Чикаго, і називає її «Ліберті». Британці, прагнучи добити повстанців, посилають дуже великі сили під командуванням Джона Бургойна, щоб знищити їх. Він відчайдушно прагне перемоги, а американці так само відчайдушно прагнуть вижити.